# バッド・サブジェクツ
バッド・サブジェクツ (より正式にはBad Subjects: Political Education For Everyday Life そしてときどきThe Bad Subjects Collective) 通常アメリカのカリフォルニア州で、オープンアクセスの電子出版共同組合EServer.orgの一部として"バッド・サブジェクツ"という名前で活動している研究集団である。同時に、日常生活の政治的意味に関する過激な考えと公開教育を推進するため、カルチュラルと政治評論に関するオンライン雑誌の共同制作と出版を行っている。最初はカリフォルニア大学バークレー校で大学生が書いた大衆文化の左派的評論の収集物として1992年9月に創設され、Gopherプロトコルのサイトを通して出版された。バッド・サブジェクツはインターネット上で最も長く継続的に出版を続けているかもしれない。

## 歴史
バークレーを拠点としたカルチュラル雑誌であるバッド・サブジェクツは1992年9月カリフォルニア大学バークレー校で創設編集者のAnnalee NewitzとCharlie Bertschによって始まった。1996年頃には、バッド・サブジェクツはオンラインと紙媒体の学術出版の両方の形態で発行されていた。
1998年、バッド・サブジェクツはインターネットで最も有名なカルチュラル・スタディーズの雑誌として知られていた。また同年、バッド・サブジェクツは新しいメディアと印刷出版の漸進的な使用 を推進するために、小さな非営利の教育機関を創設した。グループは、Bad Subjects: Political Education for Everyday LifeとCollective Action: A Bad Subjects Anthologyというタイトルの2冊の本の共著者となった。
2001年、このウェブ雑誌の人気はイリノイ州を拠点とする雑誌The Bafflerに対する西海岸の回答と見られるまでに成長した。

## 現在の活動
集合的な発行が年に4-6回行われ、広範囲のメディアで通常の編集とレビューも行っている。サイトは15年間のバックナンバーを無償でオンラインに提供しており、印刷版は制作すらしていない。
バッド・サブジェクツの定めた目標は「漸進的な政治の撤退」と呼ばれるものの復興である。グループの主張は日常生活のあらゆる側面への政治的特質について読者が考えるよう促すことによる政治的なドグマへ挑戦することであり、アクセシビリティへの注力と現代の関連性を通して左翼的で革新的な著述の読者を広げることを目指している。